# Peter Ogaba
Peter Ogaba (Jos, 24 de septiembre de 1974-Abuya, 5 de agosto de 2016) fue un futbolista nigeriano que jugaba en la demarcación de defensa.

## Biografía
Empezó a formarse como futbolista en clubes nigerianos como el BCC Lions o el Lobi Stars, hasta que en 1991, con 17 años, fichó por el KSC Lokeren belga. Jugó en el club durante dos temporadas, hasta que en 1993 fue traspasado al AC Oulu, con el que disputó ocho partidos de liga. Un año después, el MSV Duisburgo se hizo con los servicios del jugador, jugando hasta dos partidos en la Bundesliga. Tras un breve paso por el CD Beja portugués fichó por el KF Fjallabyggðar de Islandia, jugando de nuevo en primera división. Finalmente, en 2000 se retiró como futbolista en el Holstebro BK de Dinamarca.
Falleció el 5 de agosto de 2016 en el hospital de Abuya tras sufrir una corta enfermedad.

## Selección nacional
Ogaba jugó en los niveles inferiores de la selección de fútbol de Nigeria. Llegó a convertirse en el jugador más joven en jugar con la selección al disputar la Copa Mundial de Fútbol Sub-16 de 1987, llegando hasta la final. También jugó la Copa Mundial de Fútbol Juvenil de 1989, quedando de nuevo subcampeón del Mundial.

## Clubes

### Como futbolista
| Club             | País      | Año         | Partidos | Goles |
| ---------------- | --------- | ----------- | -------- | ----- |
| KSC Lokeren      | Bélgica   | 1991 - 1993 |          |       |
| AC Oulu          | Finlandia | 1993 - 1994 | 8        | 0     |
| MSV Duisburgo    | Alemania  | 1994        | 2        | 0     |
| CD Beja          | Portugal  | 1996 - 1997 |          |       |
| KF Fjallabyggðar | Islandia  | 1998        |          |       |
| Holstebro BK     | Dinamarca | 1998 - 2000 |          |       |

### Como entrenador
| Club       | País    | Año         |
| ---------- | ------- | ----------- |
| Lobi Stars | Nigeria | 2006 - 2009 |